# Canapville (Calvados)
Canapville ist eine französische Gemeinde mit 231 Einwohnern (Stand 1. Januar 2022) im Département Calvados in der Region Normandie. Sie gehört zum Kanton Pont-l’Évêque im Arrondissement Lisieux. 
Sie grenzt im Nordwesten an Bonneville-sur-Touques, im Nordosten an Englesqueville-en-Auge, im Osten an Saint-Gatien-des-Bois, im Südosten an Saint-Martin-aux-Chartrains und im Südwesten an Saint-Étienne-la-Thillaye.

## Bevölkerungsentwicklung
| Jahr      | 1962 | 1968 | 1975 | 1982 | 1990 | 1999 | 2008 | 2015 |
| --------- | ---- | ---- | ---- | ---- | ---- | ---- | ---- | ---- |
| Einwohner | 174  | 170  | 182  | 188  | 185  | 222  | 233  | 219  |

## Sehenswürdigkeiten
- Manoir des Évêques de Lisieux, seit 2004 als Monument historique ausgewiesen
- Manoir de Prétot, ein Fachwerkhaus, seit 1995 Monument historique
- Kirche Saint-Sulpice

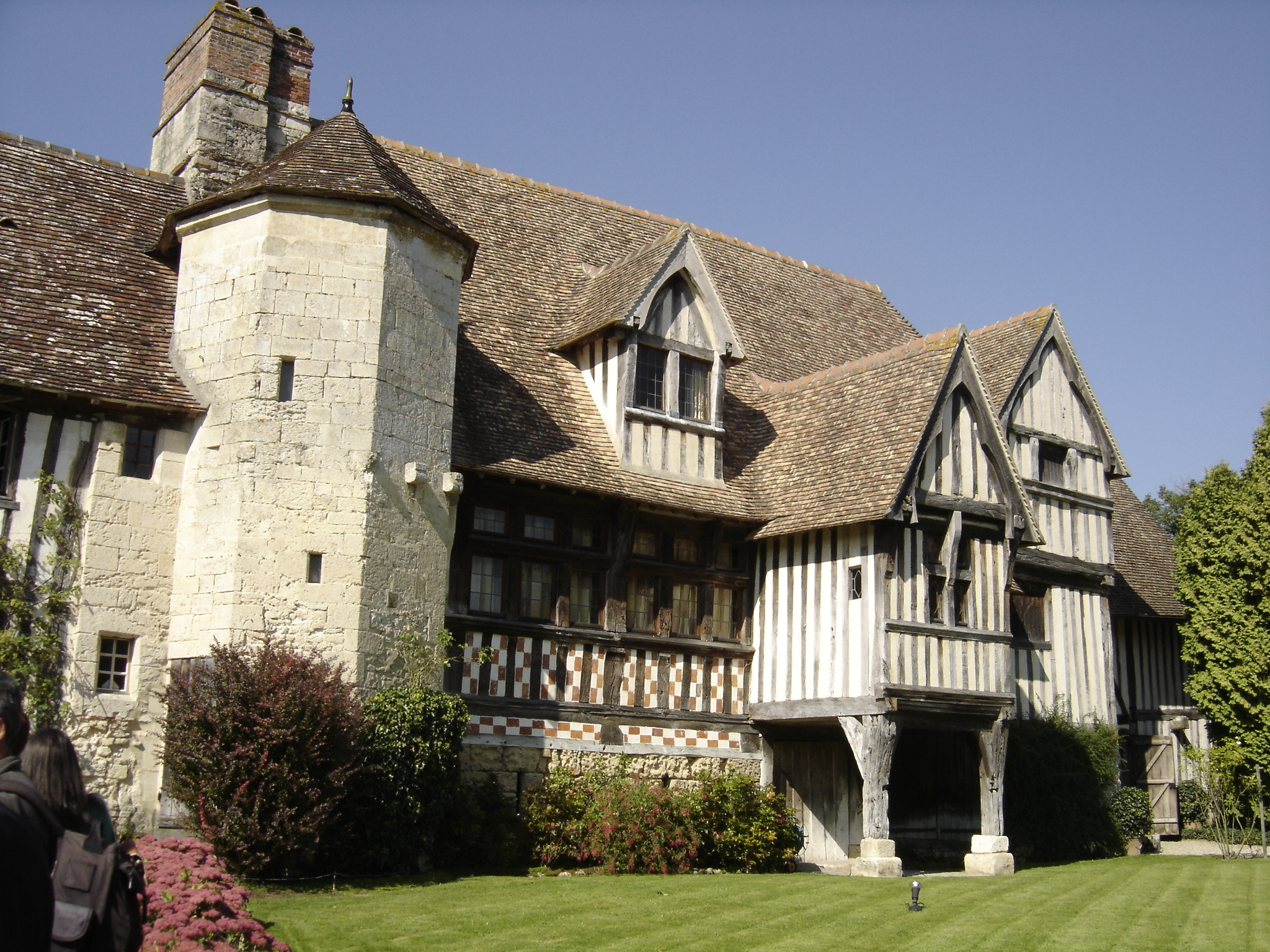
Manoir des Évêques de Lisieux
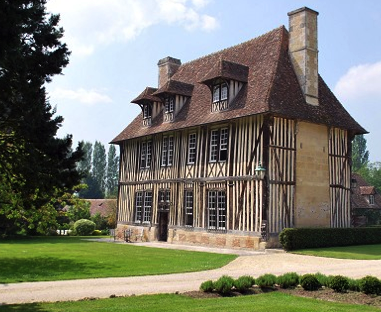
Manoir de Prétot
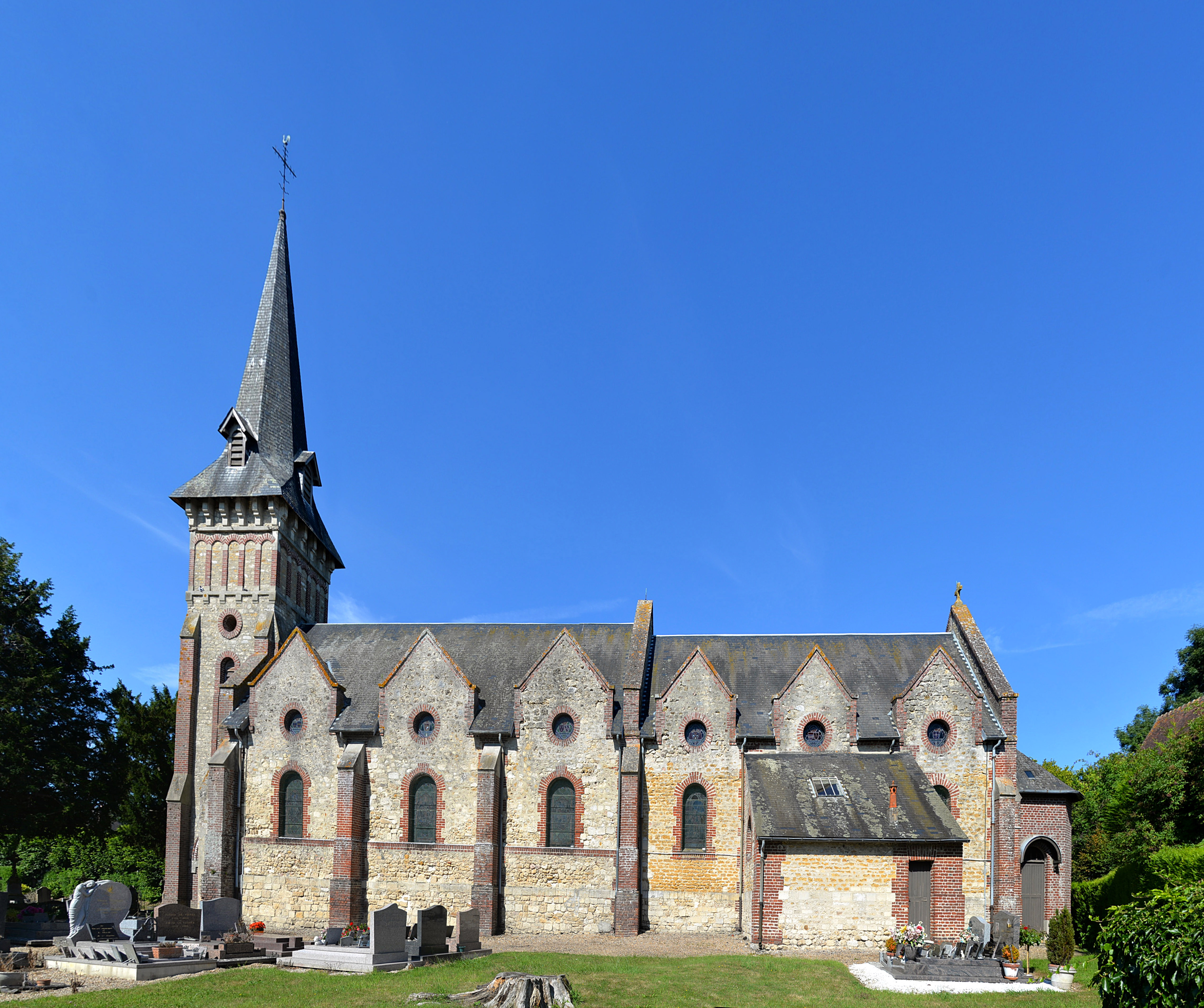
Kirche Saint-Sulpice